# Temporada 2025 del Campeonato de Europa de Moto2
La Temporada 2025 del Campeonato de Europa de Moto2 será la cuarta temporada tras dejar la conexión histórica con el CEV y la décima bajo el estandarte de la FIM.

## Calendario
El calendario provisional se publicó en noviembre de 2024.
| Ronda | Fecha            | Circuito    | Pole position       | Vuelta rápida     | Ganador           | Constructor |
| ----- | ---------------- | ----------- | ------------------- | ----------------- | ----------------- | ----------- |
| 1     | 4 de mayo        | Estoril     | Francesco Mongiardo | Roberto García    | Unai Orradre      | Boscoscuro  |
| 1     | 4 de mayo        | Estoril     | Francesco Mongiardo | Unai Orradre      | Alberto Ferrández | Boscoscuro  |
| 2     | 1 de junio       | Jerez       | Milan Pawelec       | Milan Pawelec     | Unai Orradre      | Boscoscuro  |
| 3     | 6 de julio       | Magny-Cours | Xabi Zurutuza       | Milan Pawelec     | Alberto Ferrández | Boscoscuro  |
| 3     | 6 de julio       | Magny-Cours | Xabi Zurutuza       | Alberto Surra     | Alberto Surra     | Kalex       |
| 4     | 27 de julio      | Aragón      | Alberto Surra       | Unai Orradre      | Alberto Ferrández | Boscoscuro  |
| 4     | 27 de julio      | Aragón      | Alberto Surra       | Alessandro Morosi | Milan Pawelec     | Kalex       |
| 5     | 21 de septiembre | Misano      | Por definir         | Por definir       | Por definir       | Por definir |
| 6     | 2 de noviembre   | Barcelona   | Por definir         | Por definir       | Por definir       | Por definir |
| 6     | 2 de noviembre   | Barcelona   | Por definir         | Por definir       | Por definir       | Por definir |
| 7     | 23 de noviembre  | Valencia    | Por definir         | Por definir       | Por definir       | Por definir |

## Equipos y pilotos
| Equipo                                      | Constructor | N.º | Piloto                | Rondas |
| ------------------------------------------- | ----------- | --- | --------------------- | ------ |
| Fau55 Tey Racing                            | Boscoscuro  | 4   | Eric Fernández        | 1-2    |
| Fau55 Tey Racing                            | Boscoscuro  | 8   | Marco Tapia           | 4      |
| Fau55 Tey Racing                            | Boscoscuro  | 49  | Francesco Mongiardo   | 1-4    |
| Fau55 Tey Racing                            | Boscoscuro  | 88  | Abdulla Al Qubaisi    | 1-4    |
| Fau55 Tey Racing                            | Boscoscuro  | 91  | Borja Jiménez         | 4      |
| Team Ciatti - Boscoscuro                    | Boscoscuro  | 10  | Unai Orradre          | 1-4    |
| Team Ciatti - Boscoscuro                    | Boscoscuro  | 64  | Enej Krsevan          | 1-4    |
| Team Ciatti - Boscoscuro                    | Boscoscuro  | 77  | Mattia Volpi          | 1-4    |
| Finetwork Xti Boscoscuro Team               | Boscoscuro  | 11  | Adrián Cruces         | 1-4    |
| Finetwork Xti Boscoscuro Team               | Boscoscuro  | 54  | Alberto Ferrández     | 1-2    |
| EasyRace Team                               | Boscoscuro  | 28  | Geoffrey Emmanuel     | 1-2, 4 |
| EasyRace Team                               | Boscoscuro  | 38  | Ola Granshagen        | 1      |
| EasyRace Team                               | Boscoscuro  | 73  | Alessio Guarnieri     | 2      |
| GV EBC Moto2                                | Boscoscuro  | 54  | Alberto Ferrández     | 3-4    |
| GV EBC Moto2                                | Boscoscuro  | 82  | Mario Mayor           | 1-3    |
| GV EBC Moto2                                | Boscoscuro  | 99  | Óscar Gutiérrez       | 1, 4   |
| Swiss Superbike Academy Forward Junior Team | Forward     | 17  | Dani Muñoz            | 1-4    |
| Promoracing                                 | Kalex       | 2   | Lorenzo Sommariva     | 1-2    |
| Promoracing                                 | Kalex       | 7   | Johan Gimbert         | 1-4    |
| SF Racing                                   | Kalex       | 5   | Lorenzo Fellon        | 1-4    |
| Team Stylobike Yamaha Philippines           | Kalex       | 8   | Marco Tapia           | 1-3    |
| Team Stylobike Yamaha Philippines           | Kalex       | 32  | Marcos Ludeña         | 4      |
| Team Stylobike Yamaha Philippines           | Kalex       | 36  | Cristian Lolli        | 1-4    |
| F. Koch Rennsport                           | Kalex       | 18  | Jona Eisenkolb        | 1-4    |
| Eagle-1                                     | Kalex       | 19  | Alessandro Morosi     | 1-4    |
| FACE Racing                                 | Kalex       | 21  | Riccardo Rossi        | 4      |
| FACE Racing                                 | Kalex       | 89  | Demis Mihaila         | 1-3    |
| MDR Competición                             | Kalex       | 23  | Yosuke Hosaka         |        |
| MDR Competición                             | Kalex       | 72  | Yeray Ruiz            | 1-4    |
| Cardoso Racing                              | Kalex       | 27  | Max Toth              | 1-3    |
| Cardoso Racing                              | Kalex       | 29  | Harrison Voight       | 1-4    |
| Cardoso Racing                              | Kalex       | 31  | Roberto García        | 1-2    |
| Cardoso Racing                              | Kalex       | 70  | Joshua Whatley        | 1-4    |
| Mission GP - Da Costa Mission Grand Prix    | Kalex       | 41  | Héctor Garzó          | 3      |
| Mission GP - Da Costa Mission Grand Prix    | Kalex       | 97  | Jeong Soo Kim         | 1-2, 4 |
| AGR Team                                    | Kalex       | 44  | Milan Pawelec         | 1-4    |
| Team Laglisse                               | Kalex       | 51  | Juan Pablo Urióstegui | 1-4    |
| Team Laglisse                               | Kalex       | 57  | Francisco Palomera    | 1-4    |
| Team Laglisse                               | Kalex       | 71  | Anas Sohrmat          | 1-3    |
| Andifer American Racing                     | Kalex       | 67  | Alberto Surra         | 1-4    |
| Andifer American Racing                     | Kalex       | 85  | Xabi Zurutuza         | 1-4    |
| Fau55 Tey Racing                            | Kalex       | 91  | Borja Jiménez         | 1-3    |
| Team MMR                                    | Kalex       | 92  | Rossi Moor            | 1-4    |
| Team Estrella Galicia 0'0                   | Kalex       | 94  | Facundo Llambias      | 1-4    |

| Leyenda             |
| ------------------- |
| Piloto titular      |
| Piloto invitado     |
| Piloto de reemplazo |

### Campeonato de pilotos
Sistema de puntuación
Los puntos se reparten entre los quince primeros clasificados en acabar la carrera. Sistema de puntuación de 1993 hasta 2022:
| Posición | 1.º | 2.º | 3.º | 4.º | 5.º | 6.º | 7.º | 8.º | 9.º | 10.º | 11.º | 12.º | 13.º | 14.º | 15.º |
| Puntos   | 25  | 20  | 16  | 13  | 11  | 10  | 9   | 8   | 7   | 6    | 5    | 4    | 3    | 2    | 1    |

| Pos. | Piloto                | Moto             | Equipo                                      | EST | EST | JER | MAG | MAG | ARA | ARA | MIS | BAR | BAR | VAL | Ptos. |
| ---- | --------------------- | ---------------- | ------------------------------------------- | --- | --- | --- | --- | --- | --- | --- | --- | --- | --- | --- | ----- |
| 1    | Unai Orradre          | Boscoscuro       | Team Ciatti - Boscoscuro                    | 1   | 2   | 1   | 4   | 11  | 2   | 3   |     |     |     |     | 124   |
| 2    | Alberto Ferrández     | Boscoscuro       | Finetwork Xti BoscoscuroTeam                | Ret | 1   | 5   |     |     |     |     |     |     |     |     | 110   |
| 2    | Boscoscuro            | GV EBC Moto2     |                                             |     |     | 1   | 4   | 1   | 5   |     |     |     |     |     | 110   |
| 3    | Milan Pawelec         | Kalex            | AGR Team                                    | 8   | 4   | 4   | 2   | 8   | 8   | 1   |     |     |     |     | 95    |
| 4    | Alberto Surra         | Kalex            | Andifer American Racing                     | 3   | 5   | 7   | 6   | 1   | 4   | 8   |     |     |     |     | 92    |
| 5    | Xabi Zurutuza         | Kalex            | Andifer American Racing                     | 4   | 7   | 6   | 3   | 3   | Ret | 9   |     |     |     |     | 71    |
| 6    | Francesco Mongiardo   | Boscoscuro       | Fau55 Tey Racing                            | 2   | 3   | 10  | 9   | 19  | Ret | 6   |     |     |     |     | 59    |
| 7    | Alessandro Morosi     | Kalex            | Eagle-1                                     | 9   | 14  | 12  | 10  | 12  | 6   | 2   |     |     |     |     | 53    |
| 8    | Dani Muñoz            | Forward          | Swiss Superbike Academy Forward Junior Team | 5   | Ret | 8   | 5   | 9   | 3   | Ret |     |     |     |     | 53    |
| 9    | Yeray Ruiz            | Kalex            | MDR Competición                             | 10  | 9   | 11  | 12  | 7   | 7   | 4   |     |     |     |     | 53    |
| 10   | Facundo Llambias      | Kalex            | Team Estrella Galicia 0'0                   | Ret | Ret | 9   | 11  | 2   | 19  | Ret |     |     |     |     | 32    |
| 11   | Marco Tapia           | Kalex            | Team Stylobike Yamaha Philippines           | 6   | Ret | 18  | 8   | 18  |     |     |     |     |     |     | 31    |
| 11   | Boscoscuro            | Fau55 Tey Racing |                                             |     |     |     |     | 12  | 7   |     |     |     |     |     | 31    |
| 12   | Eric Fernández        | Boscoscuro       | Fau55 Tey Racing                            | Ret | 6   | 2   |     |     |     |     |     |     |     |     | 30    |
| 13   | Johan Gimbert         | Kalex            | Promoracing                                 | Ret | 11  | Ret | 14  | 6   | 9   | 12  |     |     |     |     | 28    |
| 14   | Adrián Cruces         | Boscoscuro       | Finetwork Xti Boscoscuro Team               | Ret | Ret |     | Ret | 5   | 5   | Ret |     |     |     |     | 22    |
| 15   | Rossi Moor            | Kalex            | Team MMR                                    | 17  | 13  | 14  | 7   | 17  | 10  | 15  |     |     |     |     | 21    |
| 16   | Roberto García        | Kalex            | Cardoso Racing                              | Ret | 12  | 3   |     |     |     |     |     |     |     |     | 20    |
| 17   | Óscar Gutiérrez       | Boscoscuro       | GV EBC Moto2                                | 7   | 8   |     |     |     | Ret | 14  |     |     |     |     | 19    |
| 18   | Francisco Palomera    | Kalex            | Team Laglisse                               | 20  | 10  | 17  | WD  | WD  | 15  | 11  |     |     |     |     | 12    |
| 19   | Lorenzo Fellon        | Kalex            | SF Racing                                   | 13  | 16  | Ret | 13  | 13  | Ret | 13  |     |     |     |     | 12    |
| 20   | Joshua Whatley        | Kalex            | Cardoso Racing                              | 14  | Ret | 13  | Ret | 10  | 18  | 17  |     |     |     |     | 11    |
| 21   | Enej Krsevan          | Boscoscuro       | Team Ciatti - Boscoscuro                    | 11  | 15  | 20  | 15  | Ret | 14  | Ret |     |     |     |     | 10    |
| 22   | Harrison Voight       | Kalex            | Cardoso Racing                              | Ret | DNS | 24  | 18  | 14  | DNS | 10  |     |     |     |     | 8     |
| 23   | Mattia Volpi          | Boscoscuro       | Team Ciatti - Boscoscuro                    | Ret | Ret | 22  | 16  | 16  | 11  | DNS |     |     |     |     | 5     |
| 24   | Borja Jiménez         | Kalex            | Fau55 Tey Racing                            | 12  | 17  | 15  | DNS | WD  |     |     |     |     |     |     | 5     |
| 24   | Boscoscuro            |                  | Fau55 Tey Racing                            |     |     |     |     | Ret | Ret |     |     |     |     |     | 5     |
| 25   | Marcos Ludeña         | Kalex            | Team Stylobike Yamaha Philippines           |     |     |     |     |     | 13  | 16  |     |     |     |     | 3     |
| 26   | Cristian Lolli        | Kalex            | Team Stylobike Yamaha Philippines           | 22  | 19  | 21  | 17  | 15  | 16  | 18  |     |     |     |     | 1     |
| 27   | Lorenzo Sommariva     | Kalex            | Promoracing                                 | 15  | 21  | 25  |     |     |     |     |     |     |     |     | 1     |
| 28   | Abdulla Al Qubaisi    | Boscoscuro       | Fau55 Tey Racing                            | 16  | 18  | Ret | 19  | Ret | 20  | 20  |     |     |     |     | 0     |
| 29   | Mario Mayor           | Boscoscuro       | GV EBC Moto2                                | Ret | Ret | 16  | DSQ | DNS |     |     |     |     |     |     | 0     |
| 30   | Juan Pablo Urióstegui | Kalex            | Team Laglisse                               | 21  | 20  | 23  | WD  | WD  | 17  | 19  |     |     |     |     | 0     |
| 31   | Geoffrey Emmanuel     | Boscoscuro       | EasyRace Team                               | 18  | Ret | 26  |     |     | 21  | 21  |     |     |     |     | 0     |
| 32   | Jona Eisenkolb        | Kalex            | F.Koch Rennsport                            | 19  | 22  | 27  | 20  | DSQ | 22  | 22  |     |     |     |     | 0     |
| 33   | Demis Mihaila         | Kalex            | FACE Racing                                 | Ret | Ret | 19  | WD  | WD  |     |     |     |     |     |     | 0     |
| 34   | Ola Granshagen        | Boscoscuro       | EasyRace Team                               | DNQ | 23  |     |     |     |     |     |     |     |     |     | 0     |
| 35   | Jeong Soo Kim         | Kalex            | Mission Grand Prix                          | WD  | WD  | DNQ |     |     | 23  | 23  |     |     |     |     | 0     |
| 36   | Max Toth              | Kalex            | Cardoso Racing                              | WD  | WD  | Ret | DNS | DNS |     |     |     |     |     |     | 0     |
| 37   | Alessio Guarnieri     | Boscoscuro       | EasyRace Team                               |     |     | Ret |     |     |     |     |     |     |     |     | 0     |
|      | Anas Sohrmat          | Kalex            | Team Laglisse                               | DNQ | DNQ | WD  | WD  | WD  |     |     |     |     |     |     | 0     |
|      | Héctor Garzó          | Kalex            | Mission Grand Prix                          |     |     |     | WD  | WD  |     |     |     |     |     |     | 0     |
|      | Riccardo Rossi        | Kalex            | FACE Racing                                 |     |     |     |     |     | WD  | WD  |     |     |     |     | 0     |
|      | Yosuke Hosaka         | Kalex            | MDR Competición                             |     |     |     |     |     |     |     |     |     |     |     | 0     |
| Pos. | Piloto                | Moto             | Equipo                                      | EST | EST | JER | MAG | MAG | ARA | ARA | MIS | BAR | BAR | VAL | Ptos. |

| Color     | Resultado                                                               |
| --------- | ----------------------------------------------------------------------- |
| Oro       | Ganador                                                                 |
| Plata     | 2.ª plaza                                                               |
| Bronce    | 3.ª plaza                                                               |
| Verde     | Finalizó en los puntos                                                  |
| Azul      | Finalizó sin puntos                                                     |
| Azul      | NC - No clasificado                                                     |
| Violeta   | Ret - No terminó (Carrera)                                              |
| Rojo      | DNQ - No se clasificó                                                   |
| Negro     | DSQ - Descalificado                                                     |
| Blanco    | DNS - No empezó (carrera)                                               |
| Blanco    | WD - Retirado (fin de semana)                                           |
| Blanco    | C - Carrera cancelada                                                   |
| Sin color | DNP - Inscrito pero no participó                                        |
| Sin color | INJ - Lesionado                                                         |
| Sin color | EX - Excluido                                                           |
| Estado    | Resultado                                                               |
| Negrita   | Pole position                                                           |
| Cursiva   | Vuelta rápida                                                           |
| †         | Abandona, pero clasifica al completar el porcentaje requerido para ello |

### Campeonato de Constructores
| Pos. | Constructor | EST | EST | JER | MAG | MAG | ARA | ARA | MIS | BAR | BAR | VAL | Ptos. |
| ---- | ----------- | --- | --- | --- | --- | --- | --- | --- | --- | --- | --- | --- | ----- |
| 1    | Boscoscuro  | 1   | 1   | 1   | 1   | 4   | 1   | 3   |     |     |     |     | 154   |
| 2    | Kalex       | 3   | 4   | 3   | 2   | 1   | 4   | 1   |     |     |     |     | 128   |
| 3    | Forward     | 5   |     | 8   | 5   | 9   | 3   |     |     |     |     |     | 53    |
| Pos. | Constructor | EST | EST | JER | MAG | MAG | ARA | ARA | MIS | BAR | BAR | VAL | Ptos. |